# Alchemilla riloensis
Alchemilla riloensis är en rosväxtart som beskrevs av Karl Carl Ronniger. Alchemilla riloensis ingår i släktet daggkåpor, och familjen rosväxter. Inga underarter finns listade i Catalogue of Life.